# Celerena keiensis
Celerena keiensis là một loài bướm đêm trong họ Geometridae.